# Arachnothryx gracilispica
Arachnothryx gracilispica là một loài thực vật có hoa trong họ Thiến thảo. Loài này được (Standl.) Borhidi mô tả khoa học đầu tiên năm 1987.